# Битка на Орлякас
Битката на Орлякас (на гръцки: Η μάχη του Όρλιακα) е бой между гръцки андартски чети и османска войска, станал на 29 април 1906 година в планината Орлякас, Гревенско.

## История
През ноември 1905 година митрополит Агатангел Гревенски е отзован от Вселенската патриаршия в Цариград, за да бъде съден, тъй като румънеещи се власи от Гревена го обвиняват пред османските власти в сътрудничество с гръцките андартски чети и подбуждане на народа към революция. В Цариград Агатангел е съден от Светия синод и оправдан, но е държан там до пролетта на 1909 година и не му е позволено да се върне на катедрата си, тъй като е смятан за опасен от турците.
В отсъствието на митрополит Агатангел за архиерейски наместник на митрополията в Гревена е поставен протойерей Атанасиос Цамис. През април 1906 година Цамис се споразумява с андартския капитан Диамантис Манос – Кокинос да даде урок на румънците, да ги принуди да спрат действията си и да ограничи произвола им. През последната седмица на април 1906 година петнадесет семейства власи от Авдела и Периволи, които зимуват в Тесалия, преминават през Гревена на път за своето село. Тези семейства са придружавани от турски отряд от около 40 души войници, водени от мюлиазим (подпоручик). Освен войниците оръжие имат и власите, които съставляват общо 24 души. Веднага щом семействата пристигнат в Гревена, Цамис известява Манос чрез Георгиос Тарладзис от Спилео. На 28 април власите нощуват в Мавронища и на следващата сутрин, събота, 29 април, следват маршрута Мавронища – Тиста – Авдела – Периволи.
Същия ден в местността Карастерьос на планинската верига Орлякас капитан Диамантис Манос устройва засада с 22 души, сред които са Димитриос Рамос, Николаос Галдеримис, Алексис Лирас, Христос Карандос (Кациконис) и Георгиос Витос от Спилео, Константинос Верверас и Йоанис Гадемис (Флорос) от Тиста, Перистерис от Мавронорос и Василиос Заркадас от Мавронища. Георгиос Цуканданас от Периволи с няколко четници тръгва към района за подкрепление. При навлизането в Карастерьос Манос информира турците, че са обкръжени и няма смисъл да оказват съпротива, тъй като той се интересува единствено от пленяването на власите. Турците започват битка, която се ожесточава и продължава три часа. Силният и премерен огън на гърците нанася на османците тежки загуби и в крайна сметка ги кара да се предадат.
Турците дават 13 убити, от които 11 на място и 2 при транспортирането им в Гревена, и 16 ранени, включително командирът. 11-те турци са погребани на място. От власите загива 1 мъж, 2 жени и 3 – 4 деца. Гърците дават 2 убити, един от които е Перистерис от Мавронорос. Ранени са Василиос Заркадас от Мавронища и Йоанис Гадемис (Флорос) от Тиста.
Пленените войници са освободени заедно с оръжието, след като са им взети само патроните.